# Hermann Koczyk
Hermann Koczyk (* 1. Mai 1868 in Groß-Glogau; † 14. Januar 1942 in Oschatz) war ein deutscher Fotograf. Er betrieb lange Zeit ein Fotoatelier in Oschatz und trug so zur Dokumentation der Geschichte der Stadt bei. Viele seiner Aufnahmen wurden als Ansichtskarten verbreitet.

## Leben
Hermann Koczyk war ein Sohn des Fotografen Germanus Koczyk, des ersten Fotografen, der in Meißen ein Fotoatelier einrichtete. Er erhielt seine Grundausbildung 1883/84 in der Königlich Sächsischen Akademie der Bildenden Künste in Dresden, ehe er 1885/86 bei J. Richard in Cannes und danach bei Hermann Witte in Montreux sowie bei Henri Rebmann in La Chaux-de-Fonds seine Kenntnisse erweiterte. Dann wurde er Filialleiter eines Fotoateliers in Senftenberg. Sein Arbeitgeber in dieser Zeit – von Mai 1886 bis August 1887 – war Hermann Mayer. Sein erstes eigenes Atelier eröffnete Koczyk in Haynau in Schlesien.
Der Umzug nach Oschatz erfolgte wenige Jahre später: Koczyks zukünftige Frau Martha Rockstroh, ebenfalls gelernte Fotografin, kaufte am 16. Oktober 1890 das Fotoatelier von Malvine und Curt Saur an der Unteren Promenade in Oschatz. Im März 1891 verlobten sich Martha Rockstroh und Hermann Koczyk miteinander und im Dezember desselben Jahres heirateten sie.
Aus der Ehe gingen vier Kinder hervor, drei Söhne und die im Jahr 1900 geborene Tochter Vera, die später auch im Fotoatelier mitarbeitete.
Das Geschäft der Familie Koczyk firmierte nach der Eheschließung unter dem Namen „Photographisches Atelier Hermann Koczyk. Kunstanstalt für Photographie, Vergrößerung und Malerei“. Zeitweise nannte es sich aber auch „Victoria-Atelier“.
Koczyk bildete sich unter anderem bei Nicola Perscheid weiter. Seine Bilder, die er 1911 bei der Oschatzer Ausstellung für Gewerbe, Industrie und Landwirtschaft zeigte, wurden wegen seiner künstlerischen Auffassung gelobt.
Er war Gründungsmitglied des Sächsischen Photographen-Bundes und Mitglied der Photographen-Vereine Hamburg und Berlin. Sein fotografischer Nachlass wurde von Vera Koczyk an das Ehepaar Ruminski aus Riesa übergeben.
2016 fand im Stadt- und Waagenmuseum Oschatz eine Ausstellung mit dem Titel Erinnerungen an den Fotografen und Ortschronisten Hermann Koczyk (1868–1942) statt.